# Luigi Longo
Pour les articles homonymes, voir Longo.
Luigi Longo dit Gallo (né le 15 mars 1900 à Fubine et mort le 16 octobre 1980 à Rome) est un homme politique antifasciste italien, secrétaire général du Parti communiste italien de 1964 à 1972.

## Biographie
Fils d'un paysan pauvre, il est né à Fubine dans la province d'Alexandrie du Piémont. Longo fait ses études à l'École polytechnique de Turin et adhère au Parti socialiste italien (PSI). Au congrès de Livourne en 1921, le parti se scinde en deux ; les tenants de la gauche radicale inspirés par Lénine, partisans de l'adhésion au Komintern, dont fait partie Luigi Longo, fondent alors le Parti communiste italien (PCI).
En 1926, il se marie avec Teresa Noce, une militante communiste, avec qui il aura trois enfants. 
Fervent antifasciste, il émigre en France après l'arrivée au pouvoir de Benito Mussolini en 1922 et devient l'un des principaux dirigeants du PCI. La même année, il devient l'un des membres d'une délégation du Komintern à Moscou, et rencontre Lénine ainsi que Joseph Staline et d'autres cadres du parti soviétique. En 1934, il signe un accord d'action conjointe avec le PCI. Le 1er août 1936, il signe avec Palmiro Togliatti un appel dicté par le Kremlin dans une tentative de dissocier Mussolini d'Hitler : « Nous, les communistes, nous faisons nôtre le programme fasciste de 1919, qui est un programme de paix, de liberté, de défense des intérêts des travailleurs ».

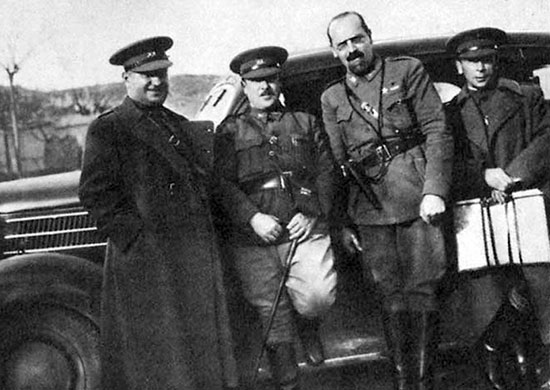
Avec Máté Zalka, Ferdinand Kozovski et Pavel Batov pendant la Guerre d'Espagne.

Il sert pendant la guerre d'Espagne en tant que chef des volontaires italiens puis inspecteur des brigades internationales et prend le pseudonyme de Gallo. Il y est un des principaux organisateurs avec André Marty et les « tueurs du NKVD » de la chasse organisée contre les "trotskystes". Après le renversement de la Seconde République espagnole, il retourne en France. En 1940, lors de la bataille de France, il est interné à Vernet d'Ariège par le régime de Vichy avant d'être transféré aux autorités italiennes et être interné à Ventotene. Longo est libéré le 25 juillet 1943 après la chute de Mussolini et s'engage activement dans la résistance italienne alors que les fascistes fondent la République sociale italienne (RSI) dans le nord de l'Italie, soutenus par les Allemands.
Après la guerre, en 1946, il est élu à l'Assemblée constituante. En 1964, il devient secrétaire-général du PCI, fonction qu'il exerce jusqu'en 1972. Affaibli, il devient président du PCI, un rôle principalement honorifique, mais reste néanmoins député de Milan. Il meurt le 16 octobre 1980 à Rome.
En 1953, Il fait annuler son mariage sans en parler à Teresa Noce pour vivre avec une nouvelle compagne. Teresa Noce, qui proteste devant cette forfaiture dans les instances du parti, sera écarté des instances dirigeantes du PCI. 
Il est décoré de l'Ordre de Lénine, la plus haute décoration de l'URSS.